# Richard B. Wigglesworth

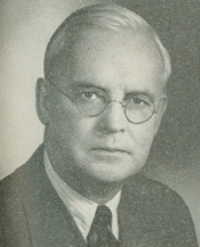
Richard B. Wigglesworth

Richard Bowditch „Dick“ Wigglesworth (* 25. April 1891 in Boston, Massachusetts; † 22. Oktober 1960 ebenda) war ein US-amerikanischer Politiker. Zwischen 1928 und 1958 vertrat er den Bundesstaat Massachusetts im US-Repräsentantenhaus.

## Werdegang
Richard Wigglesworth besuchte bis 1908 die Milton Academy und studierte danach bis 1912 an der Harvard University. Im Jahr 1913 war er stellvertretender Privatsekretär des Militärgouverneurs auf den Philippinen. Nach einem anschließenden Jurastudium in Harvard und seiner 1916 erfolgten Zulassung als Rechtsanwalt begann er in Boston in diesem Beruf zu arbeiten. Während des Ersten Weltkrieges war er zwischen 1917 und 1919 als Hauptmann der US Army im Kriegsgebiet eingesetzt. Danach war er juristischer Berater des US-Finanzministeriums in Fragen hinsichtlich auswärtiger Guthaben sowie Eisenbahnzahlungen. In den Jahren 1922 bis 1924 war er Sekretär der globalen Kriegsschuldenkommission; von 1924 bis 1927 gehörte er der in Berlin tagenden Kommission zur Überwachung der deutschen Reparationszahlungen nach dem Krieg an. Danach war er in Paris juristischer Berater einiger durch den Dawes-Plan entstandener Organisationen.
Politisch war Wigglesworth Mitglied der Republikanischen Partei. Nach dem Tod des Abgeordneten Louis A. Frothingham wurde er bei der fälligen Nachwahl für den 14. Sitz von Massachusetts als dessen Nachfolger in das US-Repräsentantenhaus in Washington, D.C. gewählt, wo er am 6. November 1928 sein neues Mandat antrat. Nach 15 Wiederwahlen konnte er bis zu seinem Rücktritt am 13. November 1958 im Kongress verbleiben. Seit 1933 vertrat er dort als Nachfolger von Robert Luce den 13. Wahlbezirk seines Staates.
Während seiner Zeit im Kongress wurden dort ab 1933 die New-Deal-Gesetze der Bundesregierung unter Präsident Franklin D. Roosevelt verabschiedet. Seit 1941 war auch die Arbeit des Kongresses von den Ereignissen des Zweiten Weltkrieges und dessen Folgen geprägt. Richard Wigglesworth erlebte als Kongressabgeordneter auch den Beginn des Kalten Krieges, den Koreakrieg und innenpolitisch die Bürgerrechtsbewegung. Seit dem 28. Januar 1959 war er als Nachfolger von Livingston T. Merchant US-Botschafter in Kanada. Dieses Amt übte er bis zu seinem Tod am 22. Oktober 1960 aus. Er wurde auf dem Nationalfriedhof Arlington in Virginia beigesetzt.